# 24 Horas Sumário
24 Horas Sumário foi um programa de informação produzido e emitido pela RTP2 aquando a reestruturação da informação do canal. A sua primeira emissão foi a 28 de janeiro de 2013, em substituição do Hoje, que encerrou as suas emissões um dia antes. Era uma síntese das notícas mais importantes do dia que seriam analisadas no 24 Horas, que iria para o ar à meia-noite, em simultâneo com a RTP Informação.
Era apresentado por João Fernando Ramos, de 2ª a 6ª feira, e aos fins de semana por Jorge Oliveira da Silva e Sandra Fernandes Pereira.
No dia 28 de junho de 2013, o 24 Horas Sumário teve a sua última emissão, sendo substituído pela Síntese 24 Horas, com um formato mais próximo do antigo Hoje.